# Liohippelates strandi
Liohippelates strandi är en tvåvingeart som först beskrevs av Oswald Duda 1930.  Liohippelates strandi ingår i släktet Liohippelates och familjen fritflugor. Inga underarter finns listade i Catalogue of Life.